# تاكوما (لعبة فيديو)
تاكوما (بالإنجليزية: Tacoma)‏، هي لعبة فيديو إلكترونية أمريكية، وهي من نوع مغامرات، صدرت يوم 2 أغسطس سنة 2017م والتي تعمل على أنظمة التشغيل كل من لينكس وماك أو إس ومايكروسوفت ويندوز وإكس بوكس ون، وتدور القصة حول شخصيات يعيشون في كوكب القمر.